# Eoporis simillima
Eoporis simillima är en skalbaggsart som beskrevs av Hayashi 1974. Eoporis simillima ingår i släktet Eoporis och familjen långhorningar.
Artens utbredningsområde är Taiwan. Inga underarter finns listade i Catalogue of Life.